# Strada nazionale 109
La strada nazionale 109 era una strada nazionale del Regno d'Italia, che congiungeva Catania alla strada nazionale 108 a pochi chilometri da Palermo.
Venne istituita nel 1923 con il percorso "Da Catania per Adernò - Agira alla nazionale 105 presso Leonforte e da questa presso Castrogiovanni per Barriera Noce e Vallelunga alla nazionale n. 108 presso Marineo".
Nel 1928, in seguito all'istituzione dell'Azienda Autonoma Statale della Strada (AASS) e alla contemporanea ridefinizione della rete stradale nazionale, il suo tracciato costituì quasi per intero il tracciato della strada statale 121 Catanese ad eccezione del tratto finale che la congiunge a Palermo.